# Сиа
Сиа — древнеегипетский бог ума и мудрости.

## Мифология
В Древнем Царстве Сиа изображается справа от Ра и отвечает за перенос священного папируса, чьё содержимое воплощает интеллектуальное достижение. На стенах и потолках могил Долины Царей Сиа путешествует в лодке солнечного бога Ра. Он был представителем солнечного бога в «Книгах Небес». Известно предание о том, что во время последнего дня, когда боги будут сражаться в своей лодке в подземном царстве за солнце, Сиа предаст их, и новый день не наступит.
В русскоязычной популярной египтологической литературе Сиа часто называют богиней. Это тиражирование ошибки, содержащейся в более серьёзных изданиях ещё советских времён. Например, в энциклопедии «Мифы народов мира» (М., издательство «Советская Энциклопедия», т.2, 1992 г.) Сиа имеет женский пол. Уже из советских изданий эта ошибка в качестве аксиомы перекочевала в словари и популярные издания современной России.